# Rüdesheimer Aue
Rüdesheimer Aue är en ö i Rhen vid Rüdesheim am Rhein i det tyska förbundslandet Hessen. Ön, som är ett naturskyddsområde, tillhör Rheinauen mellan Mainz och Bingen. På ön stod en av pelarna till järnvägsbron Hindenburgbrücke, vilken förstördes under andra världskriget.